# Tetranychus mesembryanae
Tetranychus mesembryanae är en spindeldjursart som beskrevs av Meyer 1987. Tetranychus mesembryanae ingår i släktet Tetranychus och familjen Tetranychidae. Inga underarter finns listade i Catalogue of Life.